# Block Shit
Block Shit — спільний альбом американських реперів району Затоки, Yukmouth та дуету Tha Gamblaz, виданий 10 квітня 2001 р. лейблом Get Low Recordz. Виконавчі продюсери: JT the Bigga Figga й Даз Діллінджер. Мастеринг: Лі на Thump (Сакраменто, штат Каліфорнія). Обкладинка: Hi-Tech Crimson. Дизайн, оформлення: B.R. Усі пісні спродюсував Sean T.

## Список пісень
1. «World Domination» — 4:07
2. «Block Shit» (з участю Mac Mall, Phats Bossi, Dru Down та Troopa) — 4:53
3. «Never Let Em See You Sweat» — 3:43
4. «Callin' Shots» — 3:43
5. «Fuck the Ice» (з участю JT the Bigga Figga) — 3:58
6. «Buckle Up» (з участю Dru Down та Phats Bossi) — 4:28
7. «Trying 2 Survive» (з участю Lajoi) — 3:27
8. «Jim Hats» (з участю Keak da Sneak) — 4:02
9. «Tryna Bubble» (з участю Dirty Red) — 3:58
10. «Suckas» (з участю Too Short, Spice 1 та Roger Troutman) — 5:28
11. «Thug Niggas» (з участю Ampacino) — 3:57
12. «Real Shit» (з участю Outlawz, C-Bo, Tension та JT the Bigga Figga) — 4:55